# Srednji greben
Koordinati:   44°19′33″N, 14°42′05″ESrednji greben je majhen nenaseljen otoček v Jadranskem morju, ki pripada Hrvaški.
Srednji greben leži okoli 0,2 km severozahodno od otočka Južni greben, ter okoli 4 km vzhodno od Premude. Njegova površina meri 0,082 km². Dolžina obalnega pasu je 1,32 km. Najvišji vrh je visok 58 mnm.